# 気分はビビデバビデブ
『気分はビビデバビデブ』（きぶんはビビデバビデブ）は、1995年4月1日から1999年3月27日まで名古屋テレビで放送された情報番組。放送時間は毎週土曜10:40 - 11:35（JST）。

## 概要
OLと主婦をターゲットにしていた土曜午前の情報番組で、毎回男女の恋愛模様や夫婦生活、ダイエットやグルメといった女性向けのテーマの特集を組んでいた。司会は小林克也と大東めぐみが担当。番組タイトルの『ビビデバビデブ』とは、かつて存在していた番組公式サイトの記述によれば『シンデレラ』に登場する魔法の呪文で、女性視聴者の「なりたい」を叶える番組という意味合いから付けたものとのことである。
番組の終了後、同枠では替わって放送時間を大幅に拡大した後継番組『Bella』がスタートした。同番組へのリニューアルとともにレギュラー陣は全員降板したが、女性向けの情報番組という特徴はそのまま受け継がれた。

## 出演者
- 小林克也
- 大東めぐみ
- 山口京子
- 西村綾子（フリーアナウンサー）